# Groß-Buchholzer Kirchweg 66

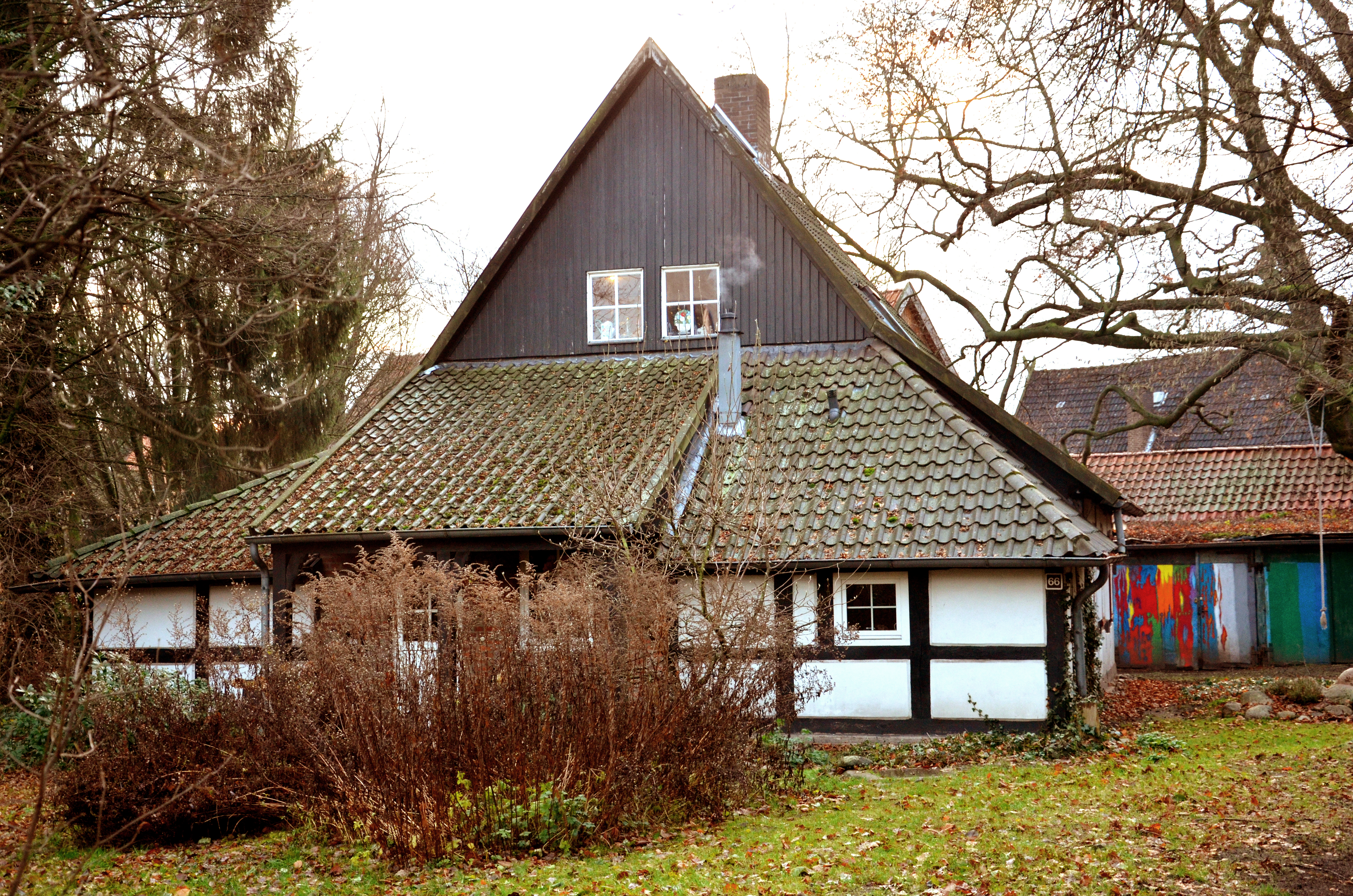
Das denkmalgeschützte Dreiständerhaus

Das Dreiständerhaus im Groß-Buchholzer Kirchweg 66 im (heutigen) hannoverschen Stadtteil Groß-Buchholz ist ein denkmalgeschütztes Fachwerkhaus aus dem 18. Jahrhundert.

## Geschichte

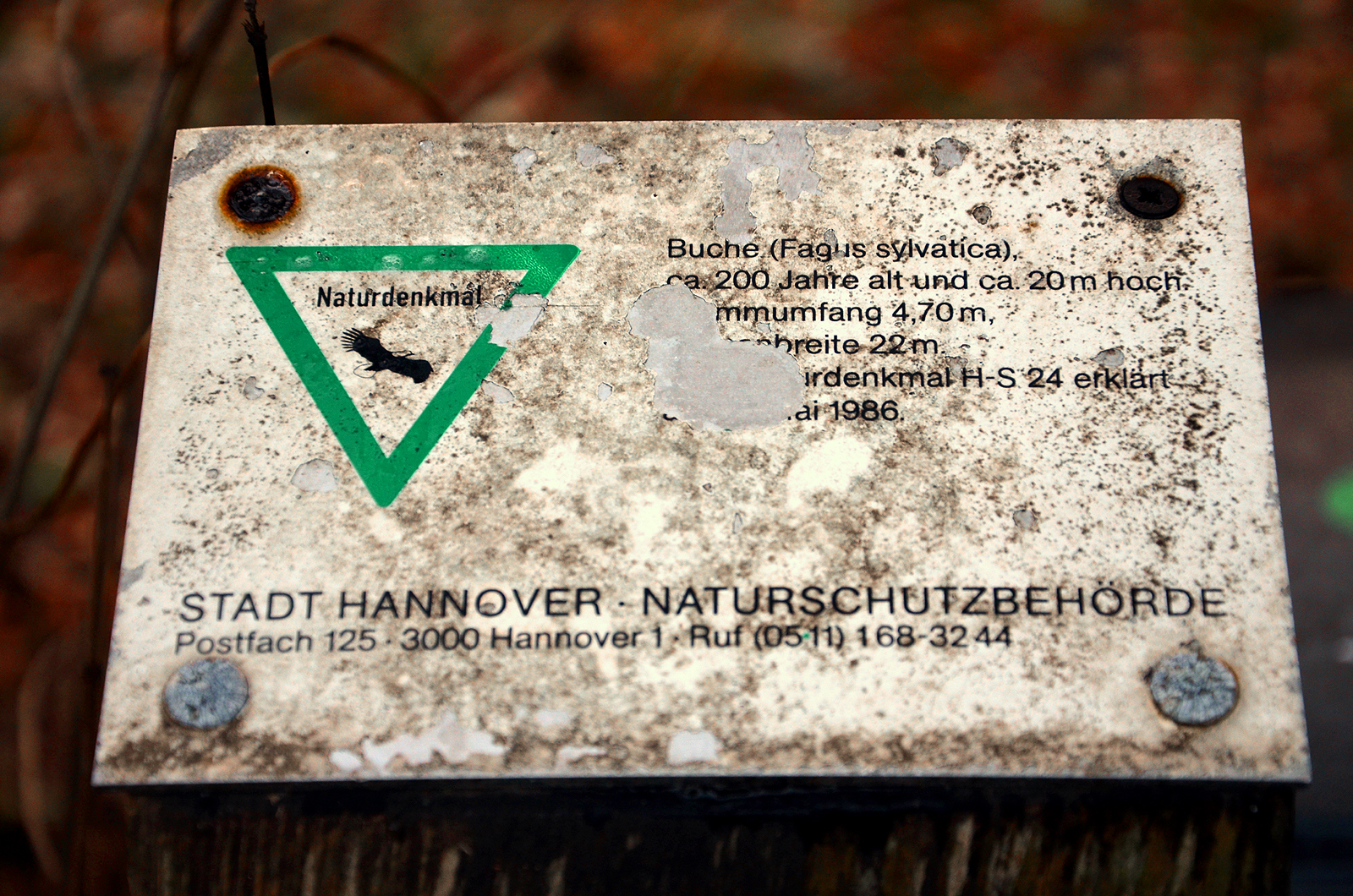
Leicht lädierte Info-Tafel zu der 1986 unter Naturschutz gestellten Rotbuche auf dem Grundstück

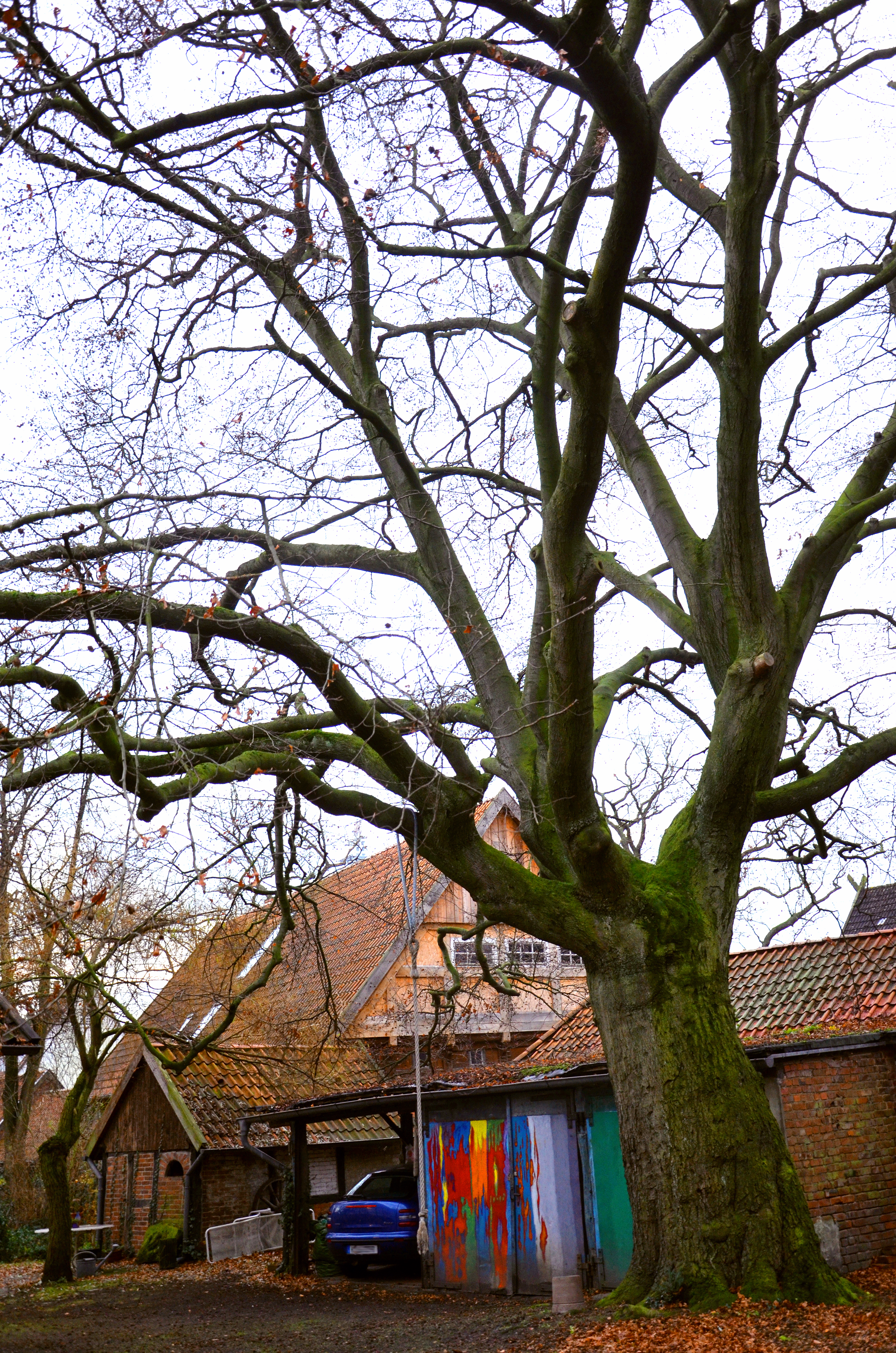
Die als Naturdenkmal H-S 24 1986 von der Naturschutzbehörde der Stadt Hannover unter Schutz gestellte Rotbuche

Das Grundstück war Teil des sogenannten Buchenhofes, dem schon wenige Jahrzehnte nach dem Dreißigjährigen Krieg 1689 erwähnten Vollmeierhof 8, dessen Hauptgebäude sich heute unter dem Kapellenbrink 6 und 8 finden.
Auf dem Grundstück befindet sich eine Rotbuche, die laut einer Hinweistafel im Mai 1986 von der Stadt Hannover als örtlicher Naturschutzbehörde als Naturdenkmal H-S 24 unter Schutz gestellt wurde. Die Stadt datierte den Baum seinerzeit auf ein Alter von circa 200 Jahren (etwa Ende des 18. Jahrhunderts gepflanzt oder ausgesamt). Laut Tafel besaß die Buche zum Zeitpunkt ihrer besonderen Unterschutz-Stellung einen Stammumfang von 4,70 m und eine Baumkronen-Breite von 22.
Das Fachwerkhaus auf dem abgeteilten Grundstück ist ein Wohnwirtschaftsgebäude ursprünglich aus der Mitte des 18. Jahrhunderts. Das Dreiständerhaus diente ehemals wohl als Altenteilerhaus des Hofes des Vollmeiers Reinecke, der bis 1920 betrieben wurde. Inschriften, die eine Datierung der Baulichkeit ermöglichen würde, sind nicht zu finden. Daneben steht ein Backhaus in Fachwerkbauweise. Um 1920 erwarb der Architekt Ferdinand Möller das Anwesen in der Straße Kapellenbrink, heute Kapellenbrink 6 bis 10 sowie Groß-Buchholzer Kirchweg 66. Die dazu gehörenden Grundstücke und Bauten blieben im Besitz der Nachfahren des Erwerbers.
1969 zog die Familie Magdić nach Groß-Buchholz und restaurierte zunächst mit einigen Freunden den Giebel des Haupthauses des Buchenhofes, um später in das vom Altenteiler- zum Künstlerhaus und Atelier von Vladimir Magdić umgestaltete Fachwerkhaus am Groß-Buchholzer Kirchweg zu ziehen.

## Atelier Magdić
Das Haus beherbergt das Atelier des 2011 verstorbenen kroatischen Bildhauers, Malers, Illustrators und Comiczeichner Vladimir Magdić. Das Gebäude wurde bisher, der Tradition des verstorbenen Grafikers folgend, einmal jährlich am „Tag der offenen Tür“ für Besucher geöffnet.